# Middle Village (Queens)
Middle Village est un quartier de la municipalité de New York, situé au cœur de l'arrondissement du Queens.

## Démographie
Composition ethno-raciale en 2010, :
- Blancs non hispaniques (74,0 %)
- Hispaniques et Latinos (15,8 %)
- Asiatiques (8,1 %)
- Noirs (0,9 %)
- Métis (0,8 %)
- Autres (0,3 %)

## Personnalités liées à la commune
- Jack McGlynn (2003-), footballeur américain, y est né.